# Yan Chau
Yan Chau (kinesiska: 印洲) är en ö i Hongkong (Kina). Den ligger i den norra delen av Hongkong.